# 京浜急行バス京浜島営業所

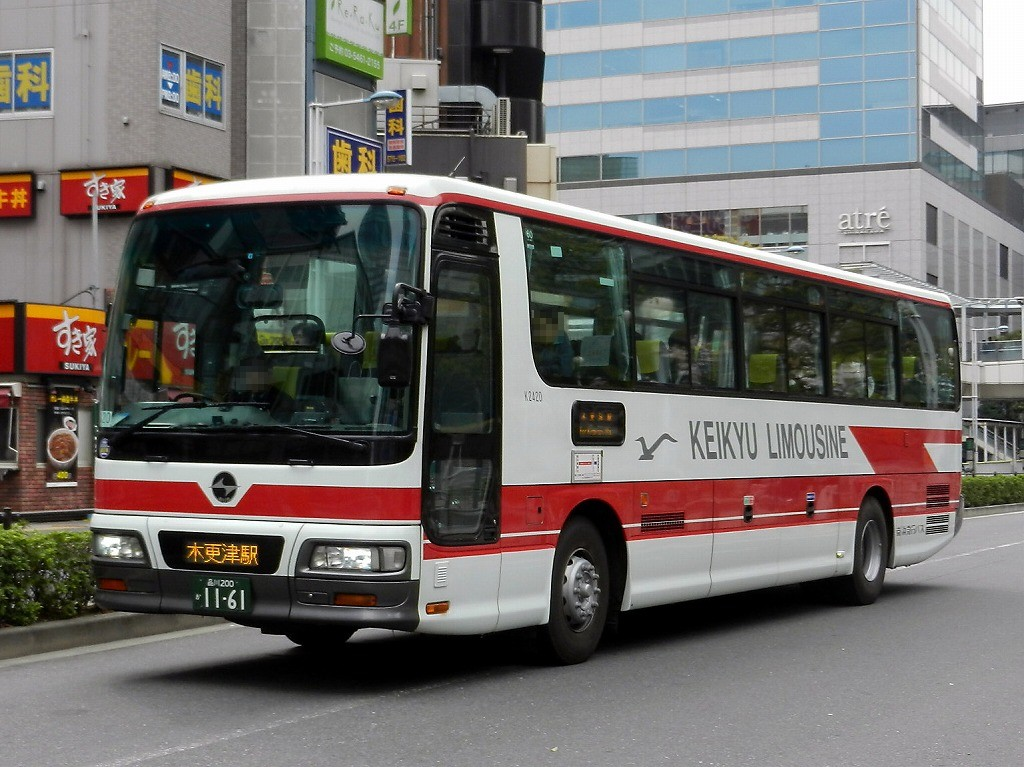
京浜島営業所の所属車両

京浜急行バス京浜島営業所（けいひんきゅうこうバスけいひんじまえいぎょうしょ）は、東京都大田区京浜島2丁目1-7にかつて存在した京浜急行バスの営業所。空港連絡リムジンバスの担当を目的として開設された営業所である。営業所記号はK。
経営問題が発生したため、2022年4月15日の営業をもって閉鎖された。

## 沿革
- 1994年12月 - 羽田空港の沖合い移転に伴うリムジンバスの回送距離短縮のため、羽田営業所京浜島車庫を開設。
- 1997年3月16日 - 京浜島営業所を開設。
- 2007年3月18日 - PASMO導入。
- 2012年4月16日 - 新子安営業所開所に伴い、成田空港発着の2路線および横浜駅発着路線を同営業所に移管。
- 2012年12月1日 - 羽田営業所閉所に伴い、下記の路線が移管される。
  - 羽田営業所から移管された路線
    - 羽田空港 - 吉祥寺駅
    - 羽田空港 - 西船橋駅・船橋駅
    - 品川駅 - 袖ヶ浦バスターミナル・木更津駅
    - 品川駅 - 袖ヶ浦バスターミナル・長浦駅
    - 品川駅 - 羽田空港国際線ターミナル（深夜バス）

  - 新子安営業所に移管した路線
    - 羽田空港 - センター北駅・センター南駅
    - 羽田空港 - たまプラーザ駅
    - 羽田空港 - 本厚木駅・田村車庫[注釈 1]
    - 羽田空港 - 新百合ヶ丘駅
    - 羽田空港 - 海老名駅
- 2016年7月13日 - 羽田空港～桶川駅・上尾駅線が運行開始。
- 2022年4月14日 - 営業所窓口の営業を終了[2]。
- 2022年4月15日 - 営業所を閉鎖、担当路線は他営業所に移管された。土地は売却。

## 閉所時の担当路線

### 羽田空港発着便
PASMO・Suica利用可能路線
- 東京駅八重洲北口（鉄鋼ビル）東京空港交通と共同運行）※2020年3月29日より羽田営業所より移管
- 品川シーサイド駅・大井町駅・大崎駅西口（東急トランセと共同運行）
- 立川駅・拝島操車場（立川バス→シティバス立川→立川バスと共同運行）
- 田園調布本町・武蔵小杉駅（東急バスと共同運行）
- 五井駅・蘇我駅（小湊鉄道と共同運行）
- 錦糸町駅・東京スカイツリータウン（東武バスセントラルと共同運行）
- 吉祥寺駅（小田急バス・関東バス・東京空港交通と共同運行）
- 西船橋駅・船橋駅（京成電鉄→京成バスと共同運行）
- 海浜幕張駅・検見川浜駅・稲毛海岸駅・千葉駅・千葉中央駅（京成電鉄→京成バス・ちばシティバス・東京空港交通と共同運行）

PASMO・Suica利用不可能路線
- 東京ディズニーリゾート（京成電鉄→京成バス・東京ベイシティ交通・東京空港交通と共同運行）
- 王子駅・赤羽駅東口・川口駅・川口元郷駅（国際興業バス・東京バス[注釈 2] と共同運行）

### 品川駅東口発着便
PASMO・Suica利用可能路線
- 袖ヶ浦バスターミナル・木更津駅
- 袖ヶ浦バスターミナル・長浦駅（両路線とも日東交通・小湊鉄道と共同運行）
  - 2015年4月1日より木更津・長浦線でのPASMO・Suicaの利用が可能になった。

## 廃止・撤退路線
- 羽田空港 - 東京ビッグサイト（お台場）　※2020年3月28日をもって廃止
- 羽田空港 - 桶川駅・上尾駅　※2020年7月1日より東武バスウエスト単独運行化
- 羽田空港 - 大崎駅西口　※2020年9月1日より大井町線へ統合
- 品川駅東口 - 三井アウトレットパーク 木更津　※2020年10月1日より小湊鉄道単独運行化
- 羽田空港 - さいたま新都心駅西口・大宮駅西口・西武バス大宮営業所（西武観光バス・国際興業バス・東京空港交通と共同運行）　※2021年3月31日をもって撤退